# Celle War Cemetery

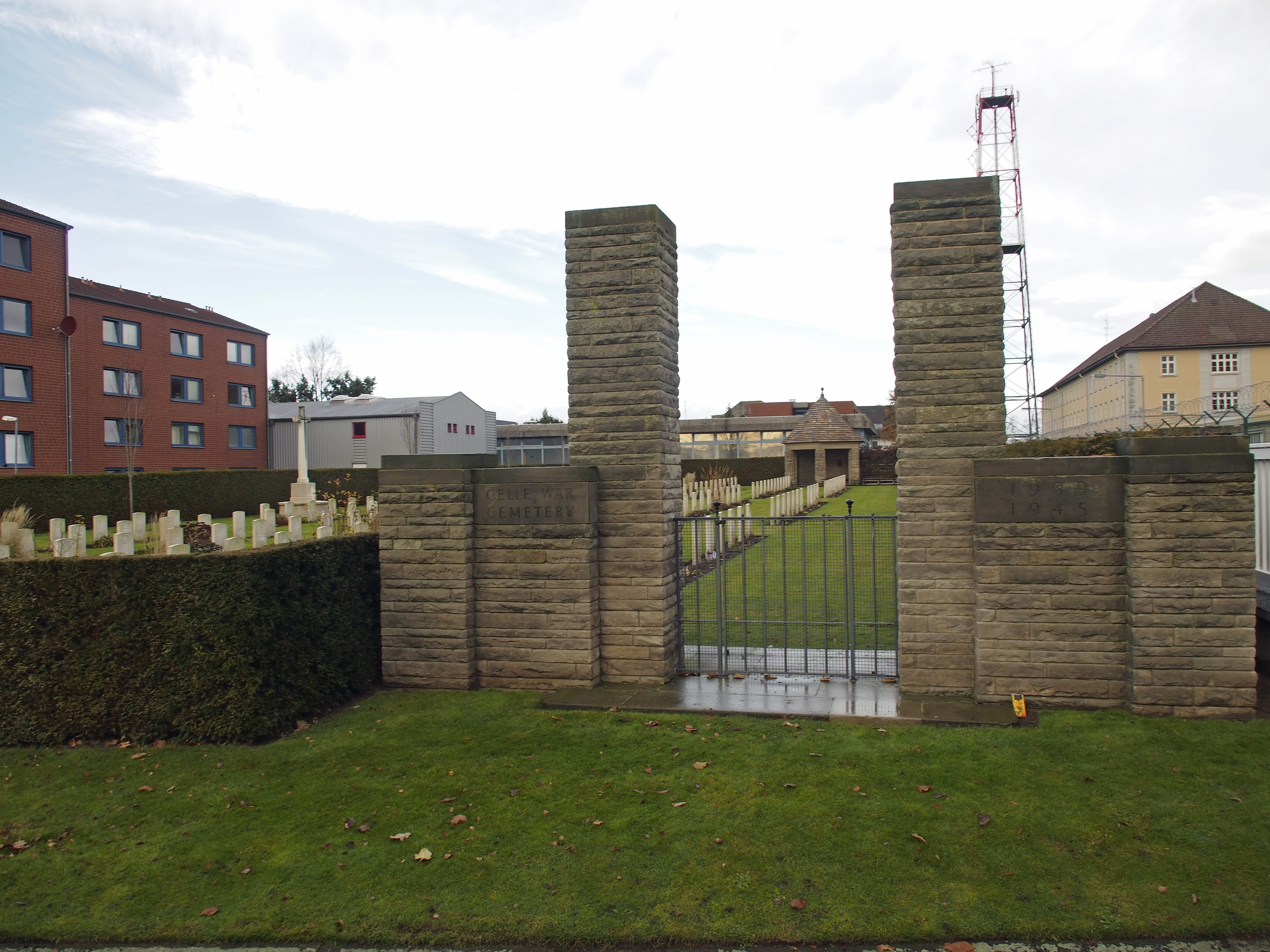
Eingang

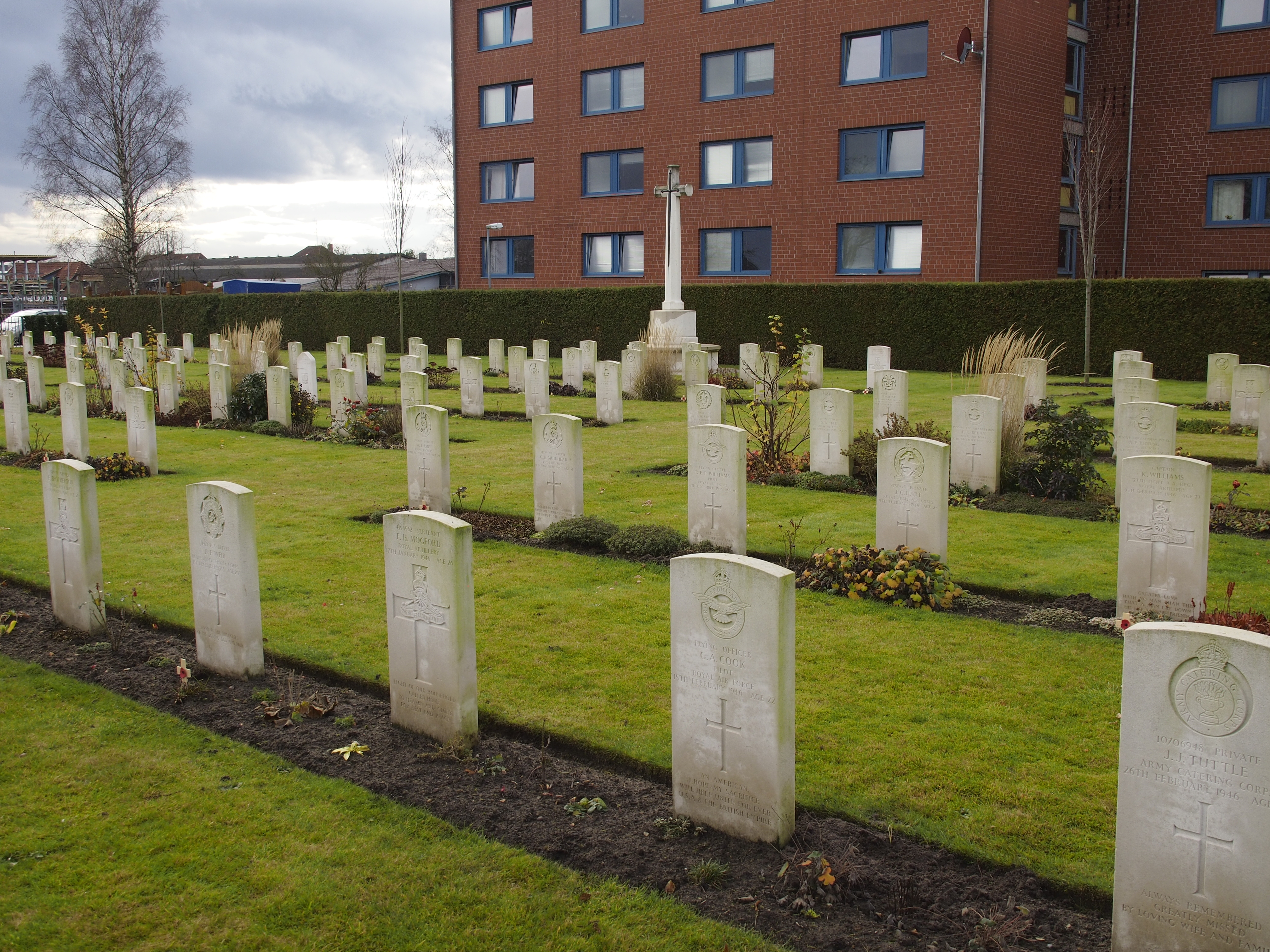
Gräberfeld mit Cross of Sacrifice

Der Celle War Cemetery ist ein von der Commonwealth War Graves Commission (CWGC) betreuter Soldatenfriedhof in Celle. In seiner Gestaltung ähnelt er allen Kriegsgräberstätten des CWGC, deren Bestimmungen im Jahre 1917 festgelegt worden waren.

## Geschichte
Dieser Soldatenfriedhof war dem 64. Britischen Militär Hospital, welches in Celle stationiert war, als Krankenhausfriedhof zugeteilt. Hier fanden in den letzten Monaten des Zweiten Weltkrieges viele an ihren Verwundungen verstorbene Militärangehörige ihre letzte Ruhestätte. Insgesamt sind auf dem Celle War Cemetery 206 Commonwealth-Soldaten, drei Polen und eine Person unbekannter Nationalität beigesetzt.

## Gestaltung
Die Mittelachse wird durch das Cross of Sacrifice, oder Opferkreuz mit dem Langschwert, und dem Stone of Remembrance (Altarstein) mit der Inschrift „Their Name Liveth For Evermore“ gebildet.
Die Grabsteine aus weißem Kalksandstein sind reihenförmig und ebenerdig aufgebaut, auf den kleinen Beeten sind überwiegend Rosen angepflanzt. Die Grabsteine tragen die Inschriften über die Einheit, den Namen und Dienstgrad, der Religionszugehörigkeit (soweit bekannt) und einem Erinnerungsvers der Angehörigen, wenn dieses erwünscht war.
Die Gesamtfläche ist einheitlich mit Rasen bepflanzt und bildet eine durchgehende gleichmäßige Landschaft. Abgegrenzt wird der Friedhof durch verschiedene Baumanpflanzungen.